# Josh Smith
Josh Smith (College Park, Georgia, 5. prosinca 1985.) američki je profesionalni košarkaš. Igra na poziciji niskog krila, a trenutno je član NBA momčadi Houston Rocketsa. Atlanta Hawksi izabrali su ga u 1. krugu (17. ukupno) NBA drafta 2004. godine. Poznat je po svojim žestokim zakucavanjima koja je i opravdao pobjedom na Slam Dunk natjecanju 2005. godine.

## Srednja škola
Smith je pohađao srednju školu "John McEachern High School". Na četvrtoj godini prebacio se u srednju školu "Oak Hill Academy". Na Oak Hillu stekao je reputaciju dobrog blokera koju je nastavio i u NBA. 2004. godine odlučio se prijaviti na NBA draft izravno iz srednje škole.

## NBA
Atlanta Hawksi izabrali su ga u 1. krugu (17. ukupno) NBA drafta 2004. godine. U svojoj rookie sezoni prosječno je bilježio 9.7 poena, 6.2 skokova i 1.95 blokada po utakmici. Na All-Star vikendu 2005. godine u Denveru osvojio je Slam Dunk natjecanje gdje je superiorno pobijedio svoje suparnike, te je izabran u All-Rookie momčad. Tijekom sezone 2005./06., Smith je imao nevjerojatan prosjek od 2.25 blokada po utakmici. Nakon All-Star stanke nastavio je poboljšavati svoje brojke. Sezonu je završio s prosjekom od 15 poena, 7.8 skokova, 4.1 asistencije, 3.1 blokade, te 1 ukradenom loptom. 3. ožujka 2007., Smith je probio granicu od 500 blokada te je tako postao najmlađim igračem kojem je to uspjelo. Sezonu 2006./07. završio je s prosjekom od 16.4 poena, 8.6 skokova, 3.3 asistencije, 1.4 ukradene lopte, te 2.9 blokade drastično popravivši prosjek od prošle sezone. Nakon ozljede Joea Johnsona preuzeo je mjesto vođe momčadi i to opravdao s 32 poena i 19 skokova u idućoj utakmici. 17. studenoga 2007. u utakmici s Milwaukee Bucksima postigao je učinak karijere od 38 poena. Smith je zamalo potpisao za Memphis Grizzliese jer je imao status slobodnog igrača, ali je Atlanta izjednačila ponudu Grizzliesa i on je na kraju ostao u Hawksima. Tijekom doigravanja 2008./09., Hawksi su ispali u drugom krugu od Cleveland Cavaliersa.

## NBA statistika

### Regularni dio
| Godina    | Klub    | Odig. uta. | Uta. poč. | Min. | 2P%  | 3P%  | Sl. bac.% | Skok. | Asist. | Ukr. lop. | Blok. | Poena |
| --------- | ------- | ---------- | --------- | ---- | ---- | ---- | --------- | ----- | ------ | --------- | ----- | ----- |
| 2004./05. | Atlanta | 74         | 59        | 27.7 | .455 | .174 | .688      | 6.2   | 1.7    | .8        | 2.0   | 9.7   |
| 2005./06. | Atlanta | 80         | 73        | 32.0 | .425 | .309 | .719      | 6.6   | 2.4    | .8        | 2.6   | 11.3  |
| 2006./07. | Atlanta | 72         | 72        | 36.8 | .439 | .250 | .693      | 8.6   | 3.3    | 1.4       | 2.9   | 16.4  |
| 2007./08. | Atlanta | 81         | 81        | 35.5 | .457 | .253 | .710      | 8.2   | 3.4    | 1.5       | 2.8   | 17.2  |
| 2008./09. | Atlanta | 69         | 69        | 35.1 | .492 | .299 | .588      | 7.2   | 2.4    | 1.9       | 1.6   | 15.6  |
| Ukupno    |         | 334        | 312       | 33.2 | .447 | .260 | .698      | 7.4   | 2.7    | 1.2       | 2.4   | 13.8  |

### Doigravanje
| Godina    | Klub    | Odig. uta. | Uta. poč. | Min. | 2P%  | 3P%  | Sl. bac.% | Skok. | Asist. | Ukr. lop. | Blok. | Poena |
| --------- | ------- | ---------- | --------- | ---- | ---- | ---- | --------- | ----- | ------ | --------- | ----- | ----- |
| 2007./08. | Atlanta | 7          | 7         | 33.9 | .398 | .167 | .841      | 6.4   | 2.9    | 1.7       | 2.9   | 15.7  |
| 2008./09. | Atlanta | 11         | 11        | 37.3 | .421 | .133 | .732      | 7.5   | 2.2    | 1.1       | 1.5   | 17.1  |
| Ukupno    |         | 18         | 18        | 35.9 | .413 | .152 | .774      | 7.1   | 2.4    | 1.3       | 2.1   | 16.6  |

## Vanjske poveznice
- Profil na NBA.com
- Profil  Arhivirana inačica izvorne stranice od 16. travnja 2009. (Wayback Machine) na Basketball-Reference.com